# مجرة حلقية

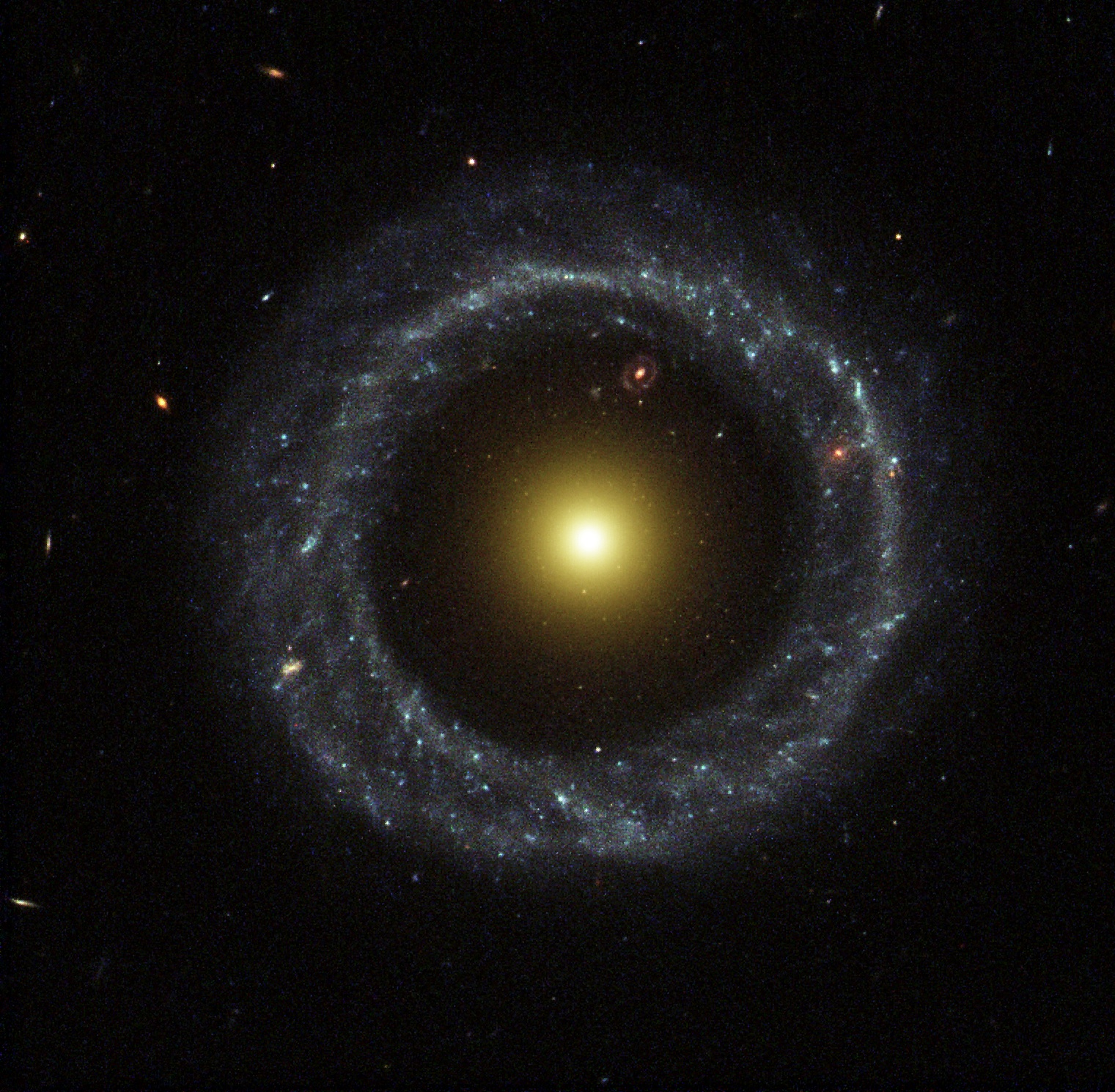
جرم هوغ : وهو مجرة حلقية الشكل. كما تبين الصورة مجرة حلقية اخرى حمراء اللون.

مجرة حلقية (بالإنجليزية: :Ring galaxy)‏ هي مجرة دائرية المظهر،جرم هوج أو مجرة هوج التي أكتشفها الفلكي الأمريكي «آرثر هوغ» في عام 1950 . تعتبر نموذجا للمجرة الحلقية.
تحتوي الحلقة على عدد كبير من النجوم العظيمة الكتلة، زرقاء وناشئة حديثا، ولهذا فهي نجوم شديدة اللمعان. أما وسط المجرة فهو ضعيف اللمعان، وتوجد فيه مادة قليلة.
يعتقد بعض علماء الفلك أن مثل هذا الشكل يمكن أن ينشأ عندما تمر مجرة صغيرة عبر مركز مجرة كبيرة. ونظرا لأن أغلب المجرات تتكون من فضاء خالي من المادة، فإنه خلال مثل هذا «التصادم» لا يحدث اصداما بين النجوم. ولكن الاختلال الثقالي الذي يحدث خلال عملية تصادم كهذه ينتج عنها عادة موجات صدمية تساعد على نشأة نجوم جديدة في المجرة الكبيرة.
وهناك علماء فلك آخرين يرجحون أن الحلقة تتكون حول مجرة عندما تكتسب المجرة مادة من حولها. عندئذ تنشأ النجوم في المادة المنجذبة المكتسبة بسبب ما يسببه الانجذاب في صدمات وضغوط في المادة المنجذبة المكتسبة.

## صور لمجرات حلقية

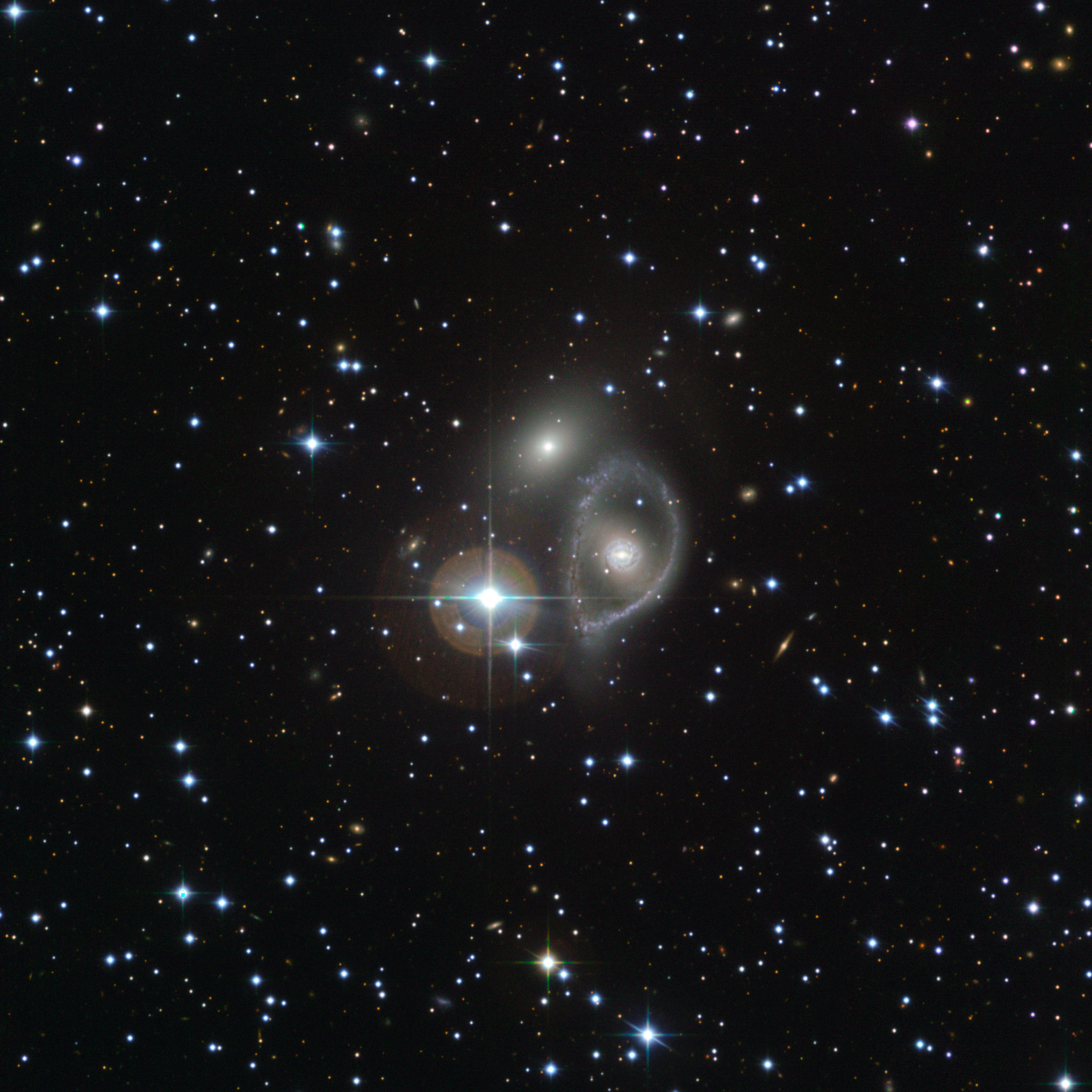
Vela ring galaxy والنجم اللامعHD 88170.
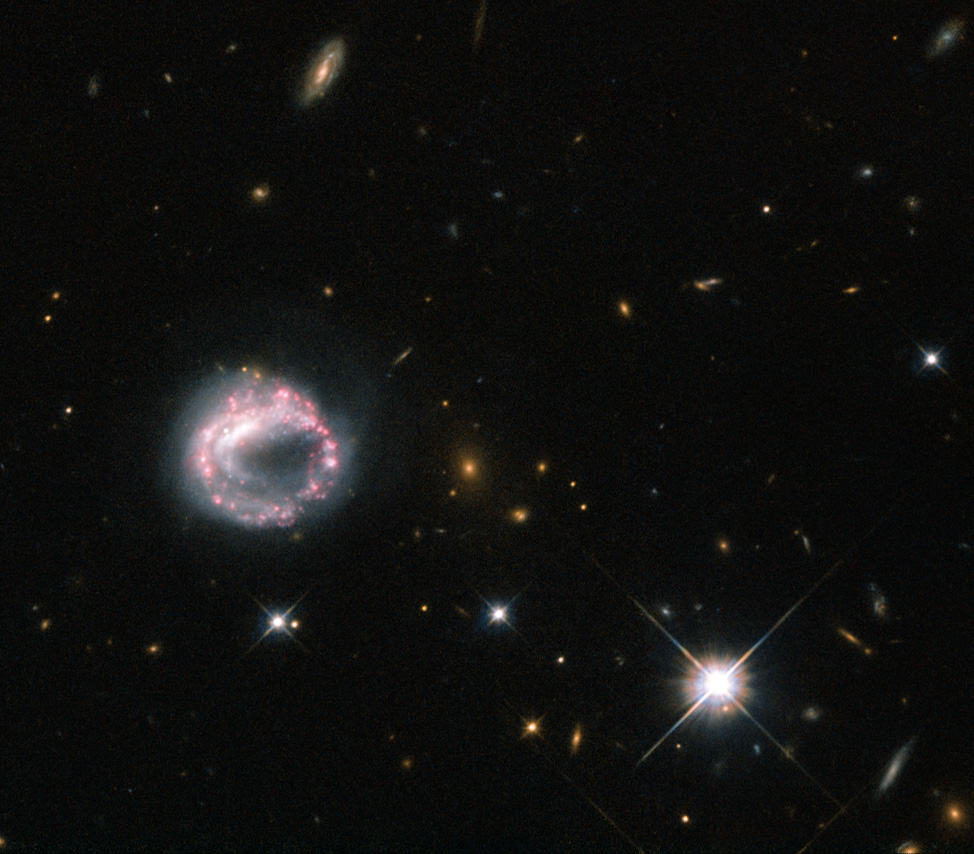
المجرة الحلقية - Zw II 28
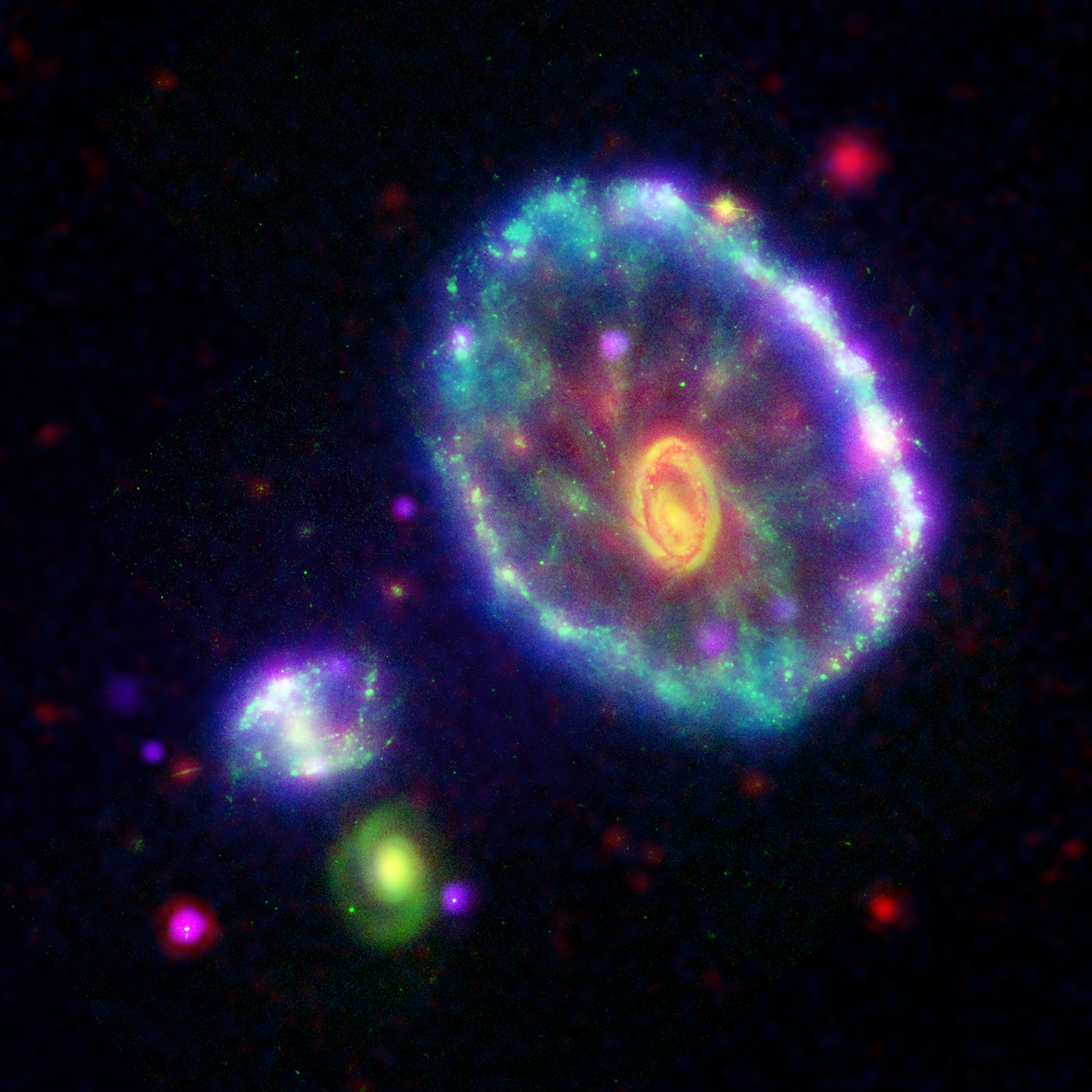
صورة بالألوان الكاذبة لمجرة عجلة العربة.

## AM 0644-741

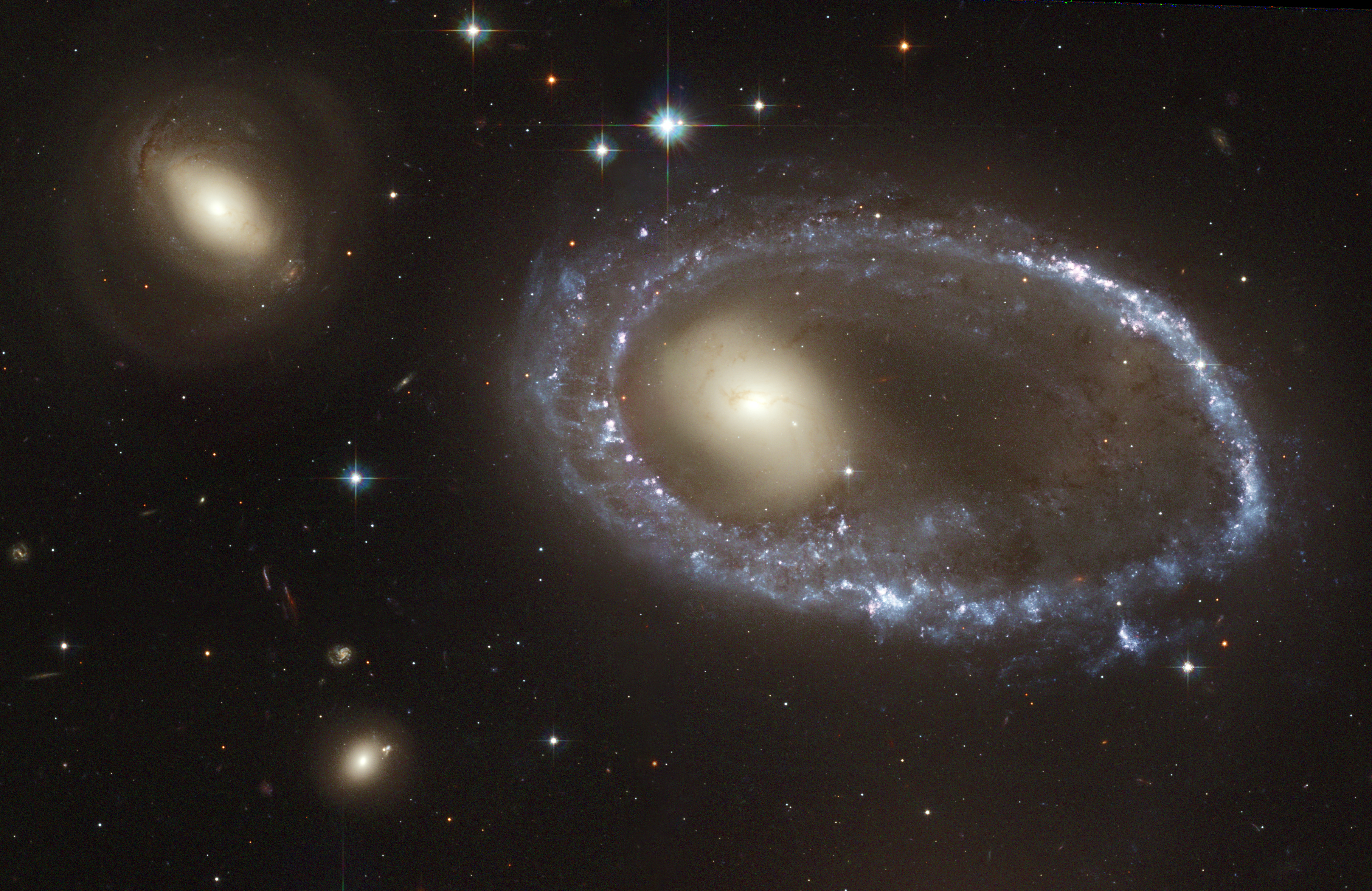
The Ring galaxy AM 0644-741

المجرة الحلقية AM 0644-741 تبعد عنا 300 مليون سنة ضوئية، شكلها شكل حلقة بيضوية زرقاء اللون، أما منطقتها المركزية فتميل إلى اللون الأصفر. وعن مشاهدتها من الأرض فنراها بزاوية ميل بالنسبة لمستويها. وقد استطاع العلماء اكتشاف المجرة الصغيرة التي اصتدمت وتداخلت فيها وتسببت في هذا الشكل الحلقي، وهذا الدخيل لا يبدو في هذا المقطع من الصورة، بل هو خارجه. أما المجرة الصغيرة الموجودة على اليسار في الصورة فهي جرم سماوي أبعد من إيه إم 0644-741 كثيرا. وترى المجرة إيه إم 741-0644 في اتجاه كوكبة أبي سيف.
تبلغ قطر حلقة إيه إم 741-0644 نحو 150.000 سنة ضوئية؛ بهذا فهي أكبر من مجرتنا، مجرة درب التبانة التي يبلغ قطرها نحو 110.000 سنة ضوئية. وهحوي إيه إم 741-0644 أعداد كبيرة من النجوم الزرقاء الساخنة التي هي عبارة عن نجوم ناشئة حديثا. وهذا هو سبب اللون الأزرق في الحلقة. موجة المد التي تزيح الحلقة إلى الخارج تعمل على انضغاط الغاز في تلك المناطق. وهذا يؤدي إلى زيادة تولد نجوم جديدة ساخنة. المجرة الحلقية إيه إم 741-0644 لا تزال في حالة تمدد وتوسع. وكطبقا لتقديرات الباحثين فسوف يستمر تمدد الحلقة مدة 300 سنة قادمة، ثم تتفكك.
كما يلفت النظر في مجرة الحلقة المناطق ذات اللون الأحمر الوردي. وهي سحب قيلية الكثافة من غاز الهيدروجين المتأين (مناطق هيدروجين II). وهي تشع الأشعة فوق البنفسجية الساقطة عليها من النجوم الجديدة الساخنة، تشعها بلون آخر مرئي. يسمى هذا النوع من الإشعاع فلورية.

## اقرأ أيضا
- تصادم المجرات
- مجرة عجلة العربة
- إيه إم 741-0644
- آرب 147
- مجرة حلقية-قطبية
- مجرة HD1

## وصلات خارجية
- Hoag's Object at [Astronomy Picture of the Day].